# سيدلس
سيدلس هي مدينة، تتبع محافظة مازوفيا، بلغ عدد سكانها 76٬585 نسمة، في 2014، تبلغ مساحتها 32 كيلومتر مربع.

## معرض صور

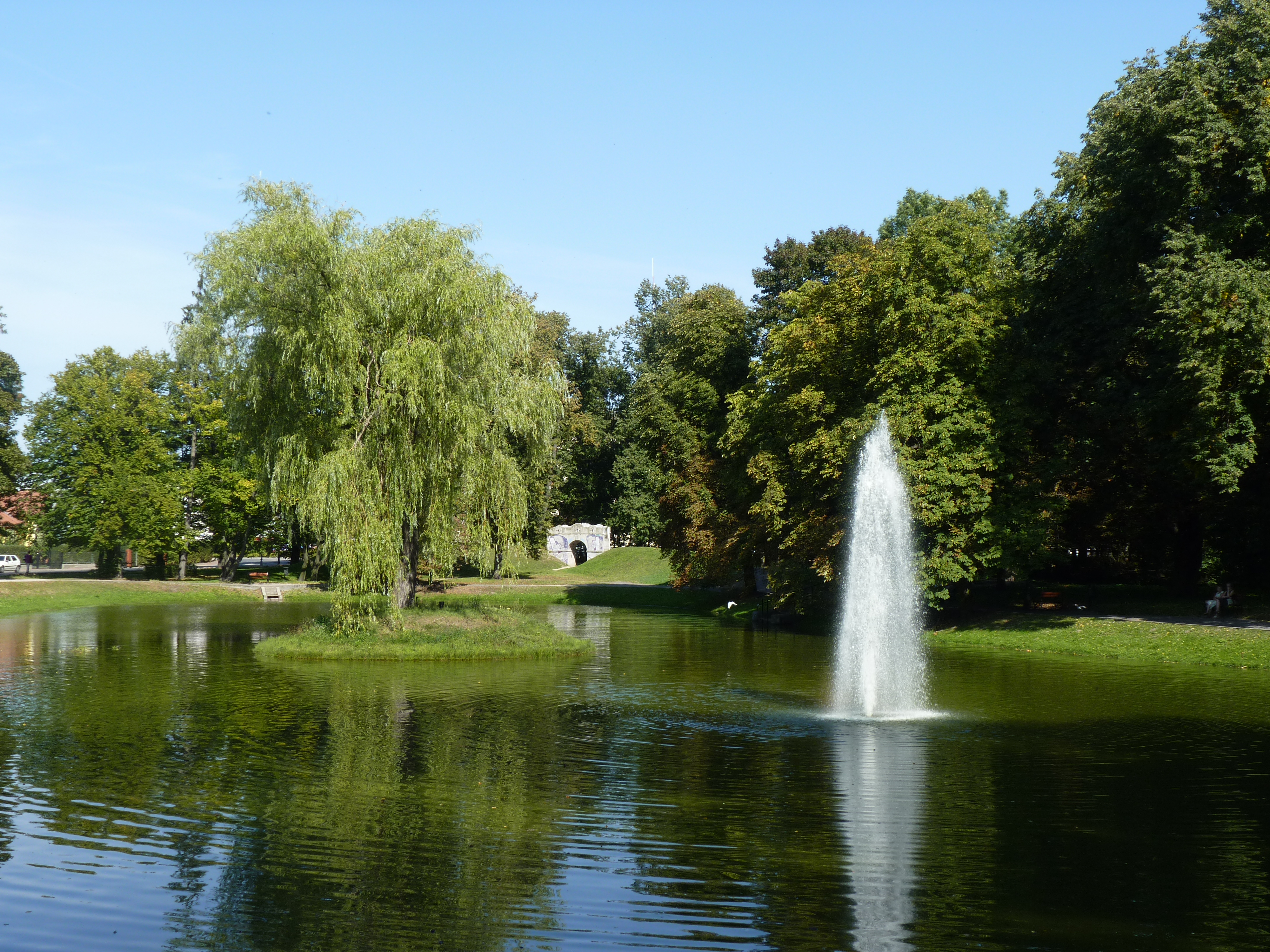
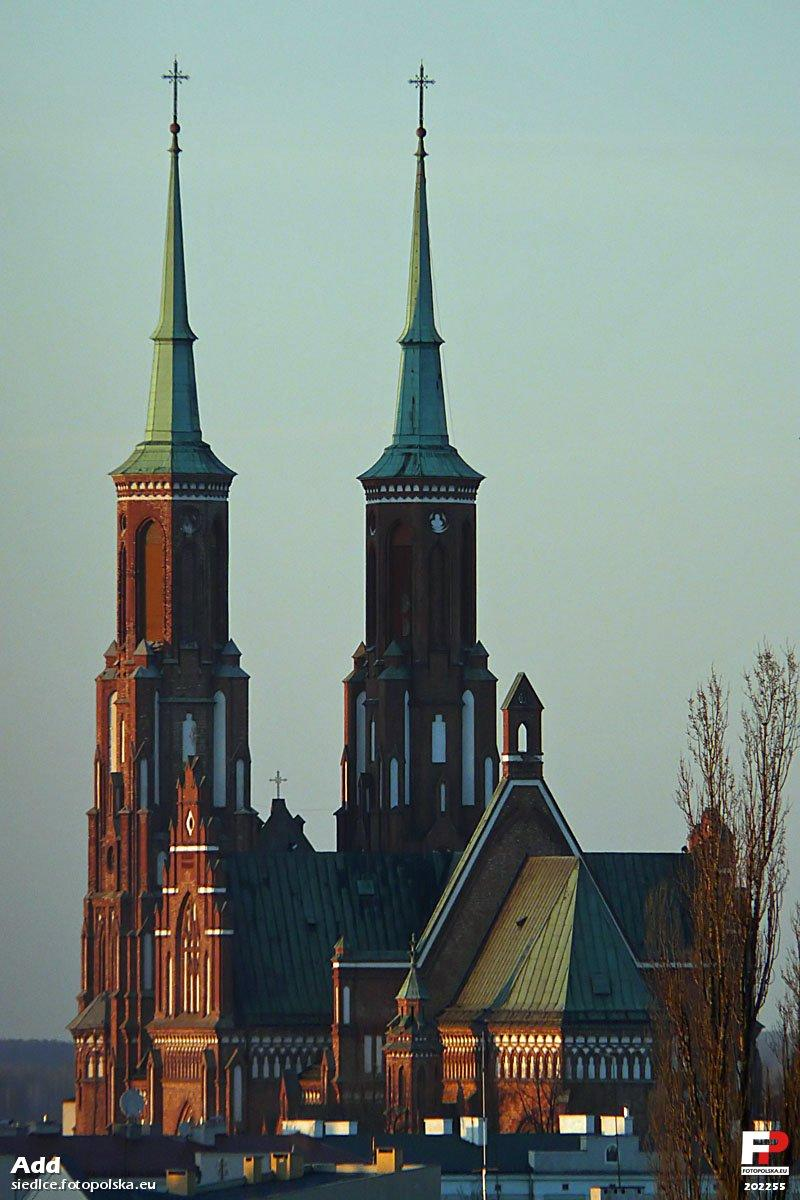
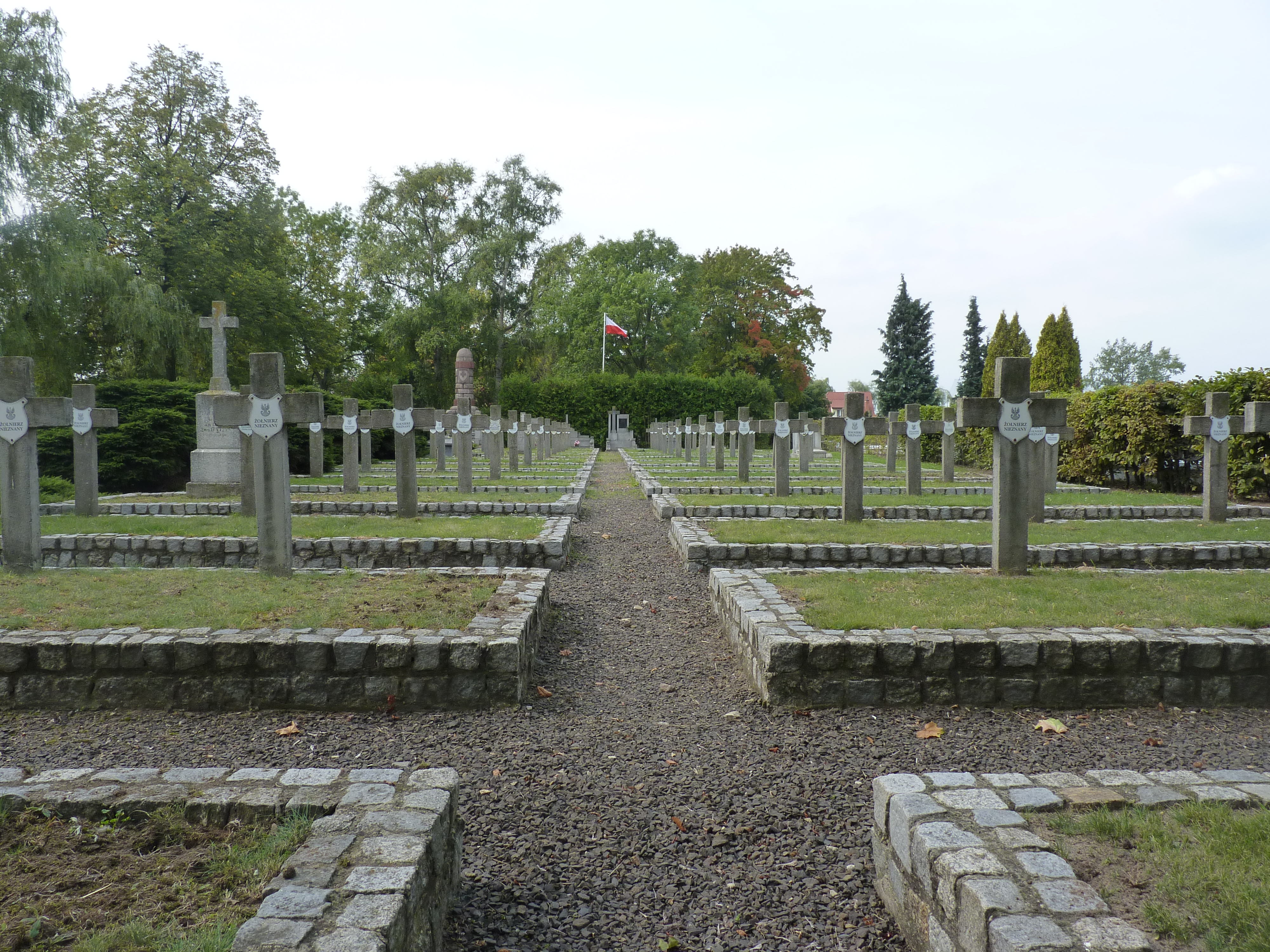
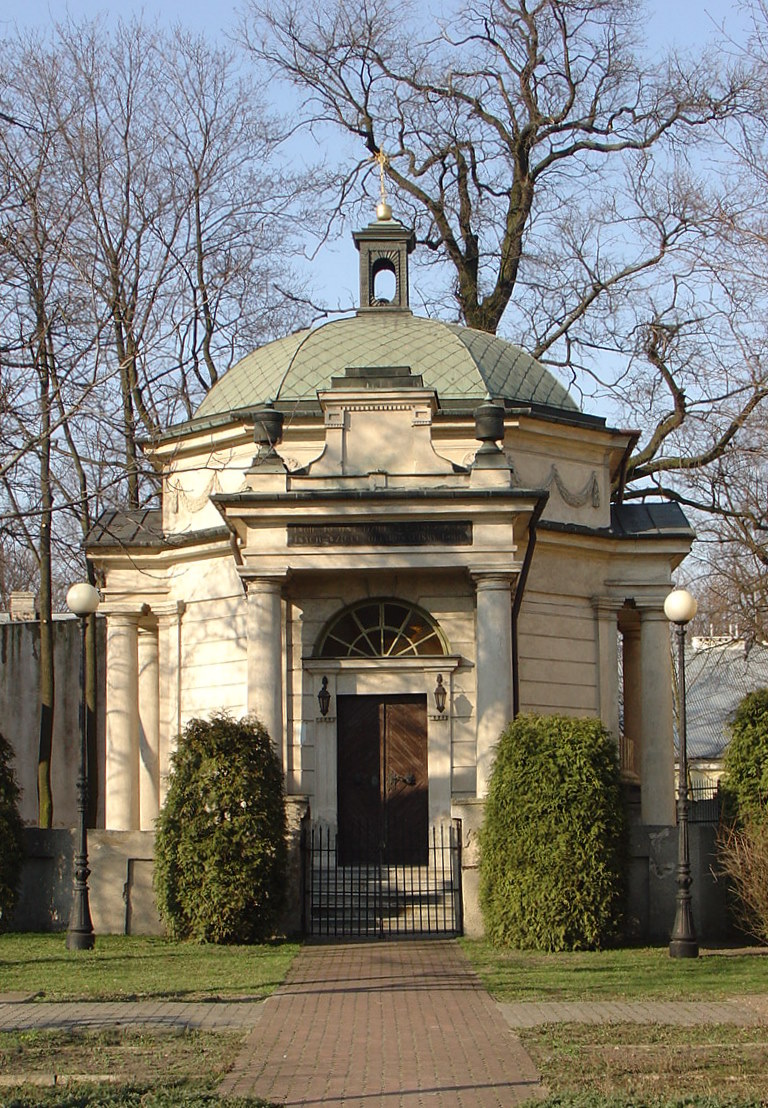
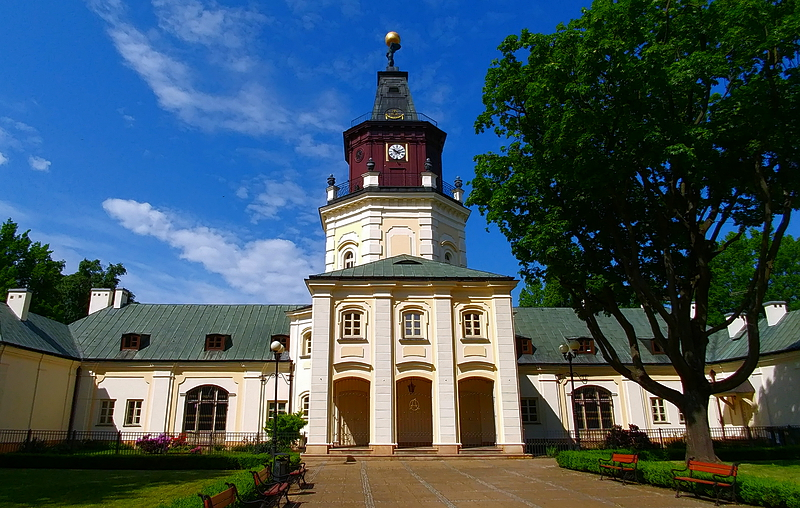
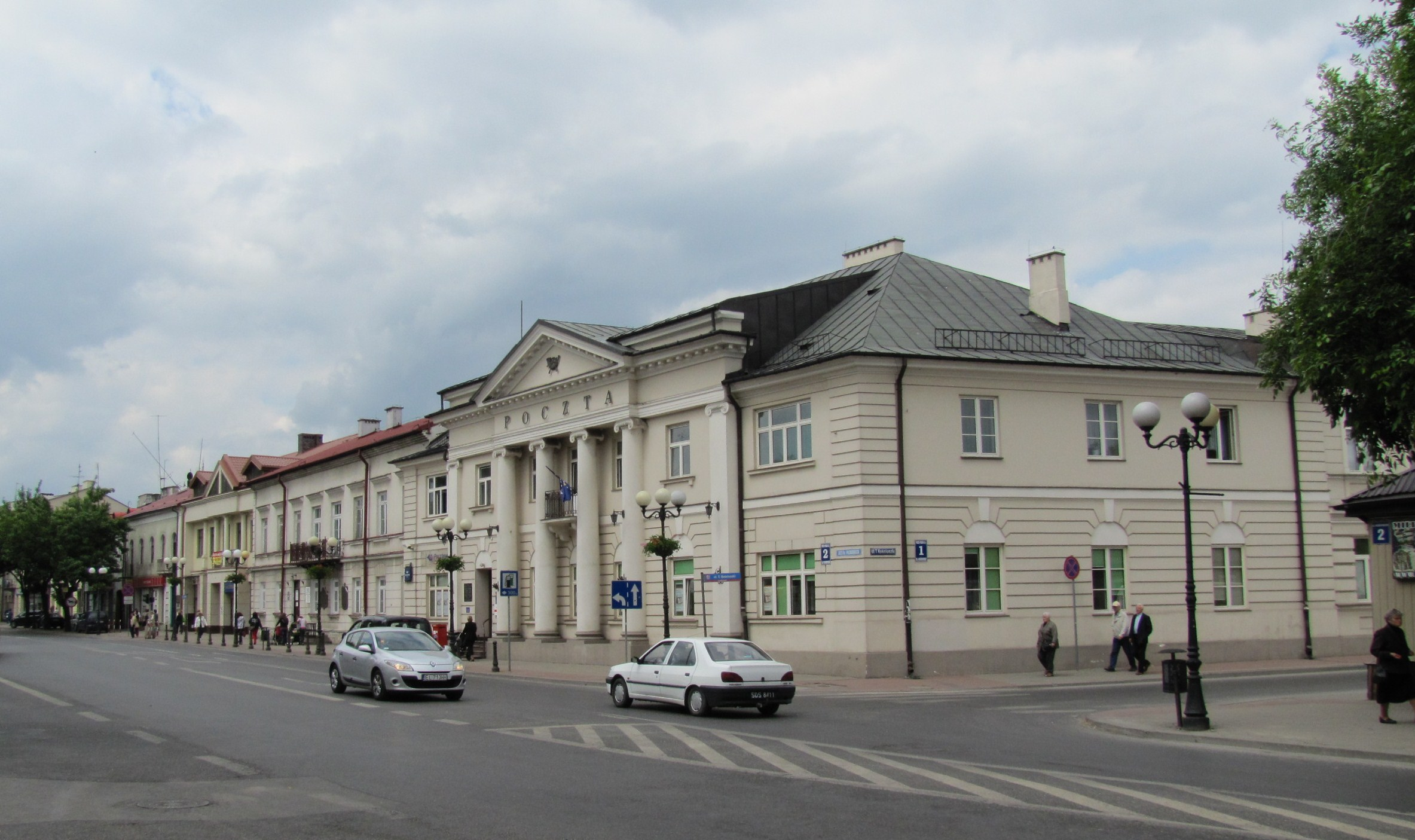

## الموقع
تشترك في الحدود مع:
- Gmina Siedlce [الإنجليزية]‏.

## مدن توأم
المدن التوأم:
- كيروف، كيروف أوبلاست
- Pescantina [الإنجليزية]‏
- بيردوشيف
- داسنغ
- سابينوف
- فاوكافيسك
- برست، برست
- نيفير.

## أعلام
- ليديا تشوجديكا
- أوغينيوز فرانكوفسكي
- أرتور بوروتس